# Вилађо Колострај (Каљари)
Вилађо Колострај је насеље у Италији у округу Каљари, региону Сардинија.
Према процени из 2011. у насељу је живело 3 становника. Насеље се налази на надморској висини од 5 м.